# 小島浩資
小島 浩資（こじま ひろし、1958年12月16日 - ）は、日本の実業家。東海テレビ放送代表取締役社長、中日新聞社非常勤取締役、フジテレビジョン非常勤取締役、共同テレビジョン非常勤取締役、社会福祉法人東海テレビ福祉文化事業団理事長、一般財団法人東海テレビ国際基金代表理事。

## 人物・経歴
愛知県出身。1981年名古屋工業大学工学部卒業、東海テレビ放送入社。営業を担当し、2011年取締役東京支社長に昇格。2015年常務取締役経営企画局長。2016年常務取締役秘書室長兼経営企画局長。2017年専務取締役総括兼東京担当。2019年から代表取締役社長を務め、オトナの土ドラでの東海地方を舞台としたテレビドラマの検討を行うなどした。2022年フジテレビジョン取締役、中日新聞社取締役。2023年ビデオリサーチ取締役。